# Workgroup Server 9150
De Apple Workgroup Server 9150 is een server die ontworpen, gefabriceerd en verkocht werd door Apple Computer van april 1994 tot mei 1996. Het was het enige Apple Workgroup Server-model dat niet gebaseerd is op een bestaande Macintosh. De machine had een 80 MHz PowerPC 601-moederbord in een Quadra 950-behuizing. In april 1995 werd de snelheid verhoogd tot 120 MHz.
Op de plaats waar het diskettestation zich bevond in de Quadra 950-behuizing was een DDS-2 DAT-tapedrive gemonteerd, het diskettestation werd naar de onderkant van de behuizing verplaatst. De 9150 was de enige Macintosh ooit die deze configuratie gebruikte. De video-poort was een gewone Mac DB-15-connector in plaats van de ongebruikelijke HDI-45-connector die op de andere vroege Power Macintoshes gebruikt werd.

## Modellen
Beide modellen hadden 8 MB geheugen op het moederbord gesoldeerd en konden via SIMM's uitgebreid worden to 264 MB.
Beschikbaar vanaf 25 april 1994:
- Workgroup Server 9150:[4] 80 MHz, 512 KB L2 cache

Beschikbaar vanaf 3 april 1995:
- Workgroup Server 9150/120:[5] 120 MHz, 1 MB L2 cache, 16 MB RAM

## Specificaties
- Processor:
  - 9150: PowerPC 601, 80 MHz
  - 9150/120: PowerPC 601, 120 MHz
- Systeembus snelheid: 40 MHz
- ROM-grootte: 4 MB
- Databus: 64 bit
- RAM-type: 80 ns 72-pin SIMM
- Standaard RAM-geheugen:
  - 9150: 8 MB
  - 9150/120: 16 MB
  - Uitbreidbaar tot maximaal 264 MB
  - RAM-sleuven: 8 (per twee)
- Standaard video-geheugen: 1 MB DRAM
  - Uitbreidbaar tot maximaal 1 MB DRAM
- Standaard diskettestation: 3,5-inch, 1,44 MB (manueel)
- Standaard harde schijf:
  - 9150: 500 MB, 1 GB of 2 GB (SCSI)
  - 9150/120: 2x 1GB of 2 GB (SCSI)
  - Uitbreidbaar tot maximaal 5 interne harde schijven
- Standaard optische schijf: 
  - 9150: AppleCD 300 Plus cd-lezer (SCSI)
  - 9150/120: AppleCD 600 cd-lezer (SCSI)
- Standaard tapedrive: DDS-2 DAT-tapedrive (SCSI)
- Uitbreidingssleuven: 4 NuBus, PDS
- Type batterij: 3,6 volt Lithium
- Uitgangen:
  - 1 ADB-poort (mini-DIN-4) voor toetsenbord en muis
  - 1 video-poort (DB-15)
  - 1 SCSI-poort (DB-25)
  - 1 Ethernet poort (AAUI-15)
  - 2 LocalTalk/GeoPort seriële poorten (mini-DIN-9)
  - 1 audio-uit (3,5 mm jackplug)
  - 1 microfoon (3,5 mm jackplug)
  - 1 audio-in links (tulpstekker)
  - 1 audio-in rechts (tulpstekker)
- Ondersteunde systeemversies:
  - 9150: System 7.1.2 t/m Mac OS 9.1
  - 9150/120: System 7.5 t/m Mac OS 9.1
- Afmetingen: 47,25 cm × 22,6 cm × 52,32 cm (h×b×d)
- Gewicht: 16,7 kg

Uit productie: 1984: Macintosh 128K, Macintosh 512K · 1985: Macintosh XL · 1986: Macintosh Plus · 1987: Macintosh II, Macintosh SE · 1988: Macintosh IIx · 1989: Macintosh SE/30, Macintosh IIcx, Macintosh IIci, Macintosh Portable · 1990: Macintosh IIfx, Macintosh Classic, Macintosh IIsi, Macintosh LC serie · 1991: Macintosh Quadra 700, Macintosh Quadra 900, Apple PowerBook · Macintosh Classic II · 1992: Macintosh IIvx, Macintosh Quadra 950, PowerBook Duo, Macintosh Performa serie · 1993: Macintosh Centris serie, Macintosh Color Classic, Macintosh TV · Apple Workgroup Server · 1994: Power Macintosh · 1997: Power Macintosh G3, PowerBook G3, Twentieth Anniversary Macintosh · 1998: iMac · 1999: iBook, Power Mac G4 · 2000: Power Mac G4 Cube · 2001: PowerBook G4 · 2002: eMac, iMac G4 · 2003: Xserve, Power Mac G5 · 2004: iMac G5 · 2005: Mac mini · 2006: MacBook · 2015: MacBook (Retina) · 2017: iMac Pro

Huidige modellen: MacBook Air, MacBook Pro, iMac, Mac mini, Mac Studio, Mac Pro